# Fran Fernández
Francisco Javier Fernández Fernández (Granada, 27 de mayo de 1981) es un cantautor y poeta español.

## Biografía
Empieza a componer con 13 años. En un principio autodidacta, realiza estudios de guitarra clásica y música moderna en Granada. Perfecciona la técnica vocal con el maestro Luis Otero.
Sus grabaciones se emitirán por primera vez en Radio 3 y Cadena Dial a sus 16 años, y actuará por primera vez en un escenario en el café La Tertulia de Granada a los 18.
Es finalista en concursos nacionales y obtiene el premio de Canción de Autor de la Diputación de Granada. Tras la grabación de su primer disco Travesía se traslada a Madrid para estudiar piano en la Escuela de Música Creativa. Durante la estancia en Madrid trabaja con Sony Music y edita el disco Buenos Días con la discográfica BMG.
Ha actuado en el Teatro Isabel la Católica, el Centro Caja Granada y en la  Sala Galileo, y ha abierto el Festival Internacional de Cantautores 'Abril para vivir' en homenaje a Carlos Cano. Ha realizado giras por España, Argentina, Chile y México.
En sus discos se encuentran colaboraciones con Revólver, Ismael Serrano y Ana Belén, y ha compartido escenario con Fede Comín, Marwan, Luis Eduardo Aute, Amancio Prada, David Broza, Antonio Vega, Joan Tena y Tontxu.
En 2015 publica su primer libro de poemas, El arte de tocarte.

## Obras

### Discografía
- Veinte (2002)
- Travesía (2002)
- Buenos días (2004)
- Eco del tiempo (2009)
- Vorágine (2011)
- Afectos secundarios (2013)
- 15 años de viajes y canciones (2014)
- Lo que llevamos dentro (Disco-libro, 2015)
- Tierra, mar y aire (Disco-libro, 2019)
- Electrocanciograma (2022)

### Publicaciones
- Fran Fernández, El arte de tocarte (Editorial Auto-Editor, 2015)  ISBN 9788460658139
- Fran Fernández, Amor en play (Esdrújula Ediciones, 2017)

### Colaboraciones
- «Clave de luna» con Adrián Usero (2009)
- «Cogiendo el hilo» con Fito Mansilla (2014)
- «Me dejaré llevar» con Joel Reyes (2014)
- «Lejos» con Carlos Suárez (2015)

## Premios
- Concurso de canción de autor, primer premio, Diputación de Granada, 2002
- XIV Certamen de Cantautores de Melilla, primer premio, Certamen de Cantautores Ciudad de Melilla, 2013[14]
- Certamen Jóvenes Creadores 2007, accésit categoría música de cantautor, Ayuntamiento de Madrid, 2007[2]